# Мгимва, Уильям
Уильям Мгимва (англ. William Mgimwa; 20 января 1950, Танганьика — 1 января 2014, Претория) — танзанийский политик, министр финансов с 7 мая 2012 года по 1 января 2014 года.

## Биография
Уильям Мгимва окончил семинарию, институт менеджмента и институт управления (ныне университет Мзумбе), где получил степень магистра делового администрирования.
Мгимва работал бухгалтером в Национальном банке Танзании, а в 2000—2010 годах возглавлял курсы повышения квалификации Банка Танзании в Мванзе. В 2010 году он был избран в парламент Танзании, получив 84,39 % голосов по своему округу. В мае 2012 года президент страны Джакайя Киквете назначил его министром финансов.
Мгимва умер 1 января 2014 года в Претории, где проходил курс лечения. 4 января его тело было доставлено в Дар-эс-Салам, где на следующий день было погребено в Каримджи-холле (бывшем здании парламента).